# Carmen De Rue
Carmen De Rue, nota anche con lo pseudonimo di Baby De Rue (Pueblo, 6 febbraio 1908 – North Hollywood, 28 settembre 1986), è stata un'attrice statunitense del cinema muto, attiva come attrice bambina dal 1914 al 1918 (tra i 6 e i 10 anni di età).

## Biografia
Nata a Pueblo (Colorado) nel 1908, Carmen De Rue fu una delle più note e attive attrici bambine del suo tempo, interpretando, tra il 1914 e il 1918, ben 42 pellicole.
Esordì a 6 anni, nel 1914, lavorando in tre lungometraggi per la regia di Oscar Apfel e Cecil B. DeMille.
Divenne quindi la protagonista in una lunga serie di cortometraggi prodotti dalla Sterling Film Company e poi da altre compagnie, che la fecero recitare assieme ad altri attori bambini di talento, come Chandler House, Billy Jacobs, Olive Johnson, Gordon Griffith, Felix Walsh, Buster Emmons, Violet Radcliffe, Georgie Stone e altri.
Come accaduto a tante altre piccole attrici bambine dell'epoca, fu impiegata anche in parti maschili, secondo quella che allora era un'accettata convenzione teatrale e cinematografica. La sua prima parte è così quella di un bambino indiano in The Squaw Man (1914), rimediando anche una brutta caduta da cavallo che rimarrà immortalata nel film.
Nel 1916, assieme a Beulah Burns, Lloyd Perl, Francis Carpenter, Georgie Stone, Ninon Fovieri e Violet Radcliffe forma un'affiatata compagnia di attori bambini ("The Triangle Kids"), protagonisti di una serie di lungometraggi prodotti dalla Fine Arts Film Company e distribuiti dalla Triangle Distribution. Di quel gruppo, Carmen De Rue è, assieme a Georgie Stone, la più attiva e impegnata. I registi Chester M. Franklin e Sidney Franklin le affidano parti di rilievo in quasi tutti i loro film con "The Triangle Kids".
Terminata nel 1918 l'esperienza di attrice bambina, la vita di Carmen De Rue continua a ruotare anche se indirettamente attorno al mondo del cinema. Il padre Eugene De Rue vi lavorerà nel settore tecnico per tutta la vita, brevettando un fortunato sistema di doppiaggio del suono.
Carmen De Rue (conosciuta adesso dopo il matrimonio come Carmen Schrott), muore a North Hollywood in California nel 1985, all'età di 78 anni.

## Riconoscimenti
- Young Hollywood Hall of Fame[4] (1908-1919)

## Filmografia

### Cortometraggi
- A Wild Ride (1914)
- A Race for Life, regia di Robert Thornby (1914)
- A Rural Romance, regia di Robert Thornby (1914)
- The Broken Doll, regia di Robert Thornby (1914)
- The Close Call (1914)
- Carmen's Wash Day (1914)
- The Wall Between (1914)
- A Bear Escape, regia di Mack Sennett (1914)
- Billy's Charge, regia di Robert Thornby (1914)
- Carmen's Romance, regia di Robert Thornby (1914)
- Billy Was a Right Smart Boy, regia di Robert Thornby (1915)
- The Rivals, regia di Chester M. Franklin e Sidney Franklin (1915)
- Little Dick's First Case, regia di Chester M. Franklin e Sidney Franklin (1915)
- Pirates Bold, regia di Chester M. Franklin e Sidney Franklin (1915)
- The Ashcan, or Little Dick's First Adventure, regia di Chester M. Franklin e Sidney Franklin (1915)
- The Kid Magicians, regia di Chester M. Franklin e Sidney Franklin (1915)
- A Ten-Cent Adventure, regia di Chester M. Franklin e Sidney Franklin (1915)
- The Runaways, regia di Chester M. Franklin e Sidney Franklin - cortometraggio (1915)
- The Straw Man, regia di Chester M. Franklin e Sidney Franklin (1915)
- Billie's Goat, regia di Chester M. Franklin e Sidney Franklin (1915)
- The Right to Live (1915)
- The Little Cupids, regia di Chester M. Franklin e Sidney Franklin (1915)
- For Love of Mary Ellen, regia di Chester M. Franklin e Sidney Franklin (1915)
- The Little Life Guard, regia di Chester M. Franklin e Sidney Franklin (1915)
- The Doll-House Mystery, regia di Chester M. Franklin e Sidney Franklin (1915)
- Everybody's Doing It, regia di Tod Browning (1916)

### Lungometraggi
- The Squaw Man, regia di Oscar Apfel e Cecil B. DeMille (1914)
- Lucille Love: The Girl of Mystery, regia di Francis Ford (1914)
- Brewster's Millions, regia di Oscar Apfel e Cecil B. DeMille (1914)
- The Master Mind, regia di Oscar Apfel e Cecil B. DeMille (1914)
- I sette angeli di Ketty (Let Katie Do It), regia di C.M. Franklin e S.A. Franklin (1916)
- Acquitted, regia di Paul Powell (1916)
- The Children in the House, regia di Sidney Franklin e Chester M. Franklin (1916)
- Amore malvagio (Going Straight), regia di Sidney Franklin e Chester M. Franklin (1916)
- The Little School Ma'am, regia di Sidney Franklin e Chester M. Franklin (1916)
- Gretchen the Greenhorn, regia di Sidney Franklin e Chester M. Franklin (1916)
- A Sister of Six, regia di Sidney Franklin e Chester M. Franklin (1916)
- Cheerful Givers, regia di Paul Powell (1917)
- Jack and the Beanstalk, regia di Sidney Franklin e Chester M. Franklin (1917)
- Aladino e la lampada magica (Aladdin and the Wonderful Lamp), regia di Sidney Franklin e Chester M. Franklin (1917)
- Hänsel e Gretel (The Babes in the Woods), regia di Sidney Franklin e Chester M. Franklin (1917)
- The Girl with the Champagne Eyes, regia di Chester M. Franklin (1918)
- Fan Fan, regia di Sidney Franklin e Chester M. Franklin (1918)